# Roland Glavany
Pour les articles homonymes, voir Glavany.
Roland Glavany, né le 28 avril 1922 à Nantes et mort le 16 janvier 2017 à Issy-les-Moulineaux, est un général de corps d'armée et pilote d'essai français.

## Biographie
En 1939, reçu aux baccalauréats de mathématiques et de philosophie, il s'inscrit en classe préparatoire à l'École navale et à l'École de l'air, au lycée Saint-Louis de Toulouse. Après la défaite française et la signature de l'armistice (22 juin 1940), les Allemands interdisent toute formation de cadres militaires. Les concours d'entrée dans les écoles sont interrompus ou reportés, l'École de l'air de Salon-de-Provence est dissoute en août.

### École de l'air
En septembre 1940, un concours est cependant organisé discrètement et Roland Glavany fait partie de la quarantaine d'élèves sélectionnés. Il rejoint, le 1er avril 1941, le Cours spécial d'élèves officiers qui s'ouvre, sans l'accord de l'occupant, près de Toulouse.

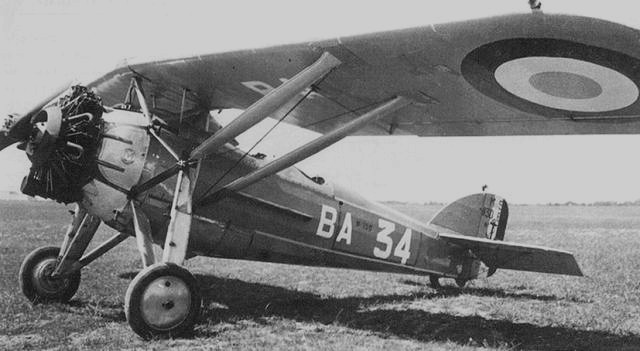
Morane-Saulnier MS.230

En septembre 1941, à la suite des pertes subies par l'Armée de l'air de Vichy au cours de la Campagne de Syrie, le général Jean Bergeret obtient des forces d'occupation la réouverture de Salon-de-Provence, où a lieu le baptême de la promotion 1940 (promotion « Lieutenant Marcel Steunou »). Roland Glavany y obtient, en septembre 1942, son brevet de pilote — sur Morane-Saulnier MS.230 — et reçoit le grade de sous-lieutenant.
Après l'invasion de la zone libre (novembre 1942), la base de Salon-de-Provence est investie par les Allemands et l'École de l'air fermée. Comme beaucoup de ses camarades, il rejoint l'organisation Jeunesse et montagne qu'il déserte rapidement. Il passe en Espagne en juin 1943 et, échappant à la prison où sont regroupés les réfractaires. Roland Glavany finit par rejoindre Alger où il apprend que la saturation des écoles de pilotage ne lui permettrait de poursuivre sa formation qu'aux États-Unis. Il choisit alors de changer d'uniforme — « Je n'étais pas venu de si loin pour partir en Amérique alors que la guerre se poursuivait en Europe ».

### 1erbataillon parachutiste de choc
Près d'Alger, il s'engage dans une unité de parachutistes volontaires, le 1er bataillon parachutiste de choc du commandant Gambiez. Après un mois d'entraînement intensif, responsable d'une section de combat, il participe à la libération de la Corse le 14 septembre 1943 à l'île d'Elbe, puis au débarquement de Provence. Il est blessé plusieurs fois.

### Armée de l'Air
En 1945, cité trois fois à l'Ordre de la nation, il signe à Paris un nouvel engagement dans l'Armée de l'air. À 23 ans, il complète sa formation de pilote, prenant les commandes de Curtiss Hawk, Spitfire, ou Hurricane sur la base de l'École de Meknès, au Maroc. En août, il est affecté à Fribourg, au GR 2/33 Savoie ; « J'avais la chance de voler sur le plus bel avion de combat de la guerre, le Mustang ».

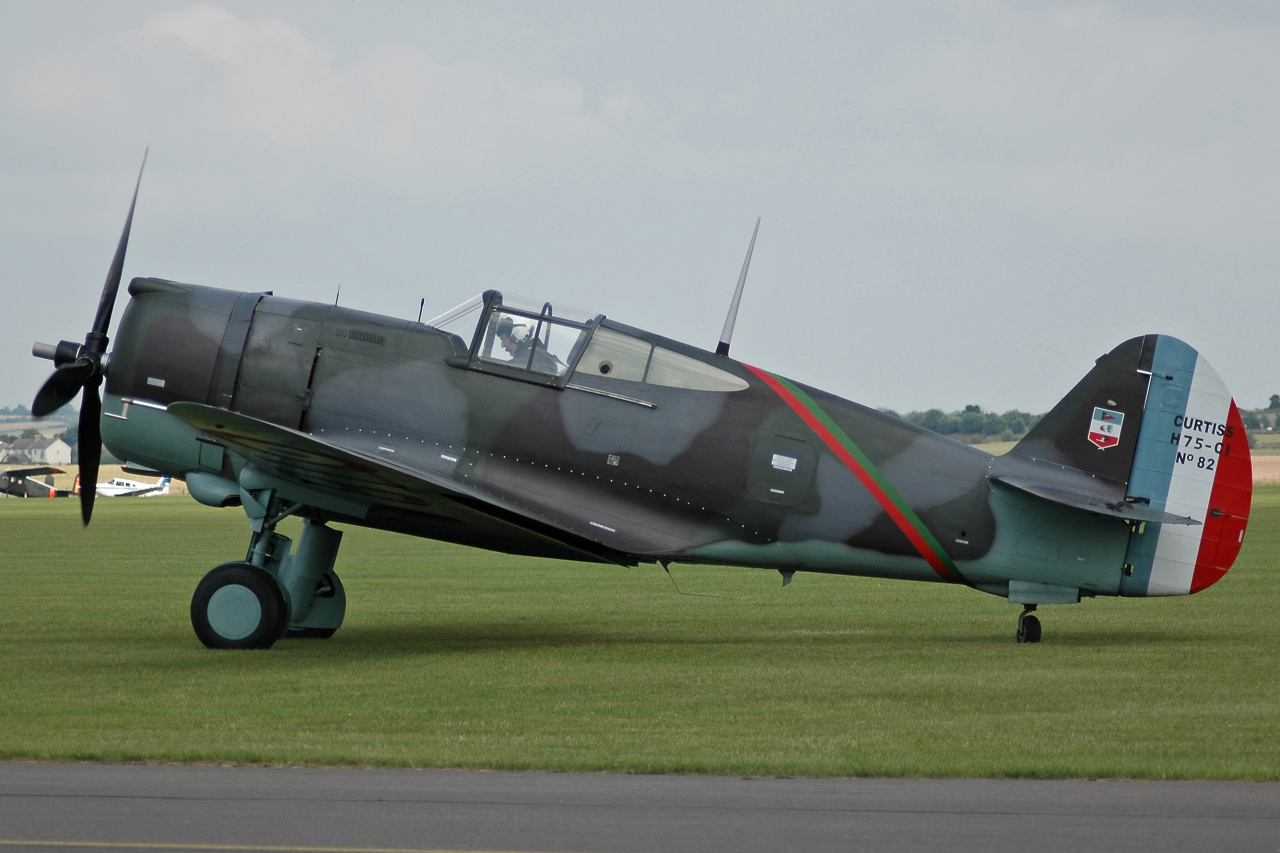
Curtiss Hawk
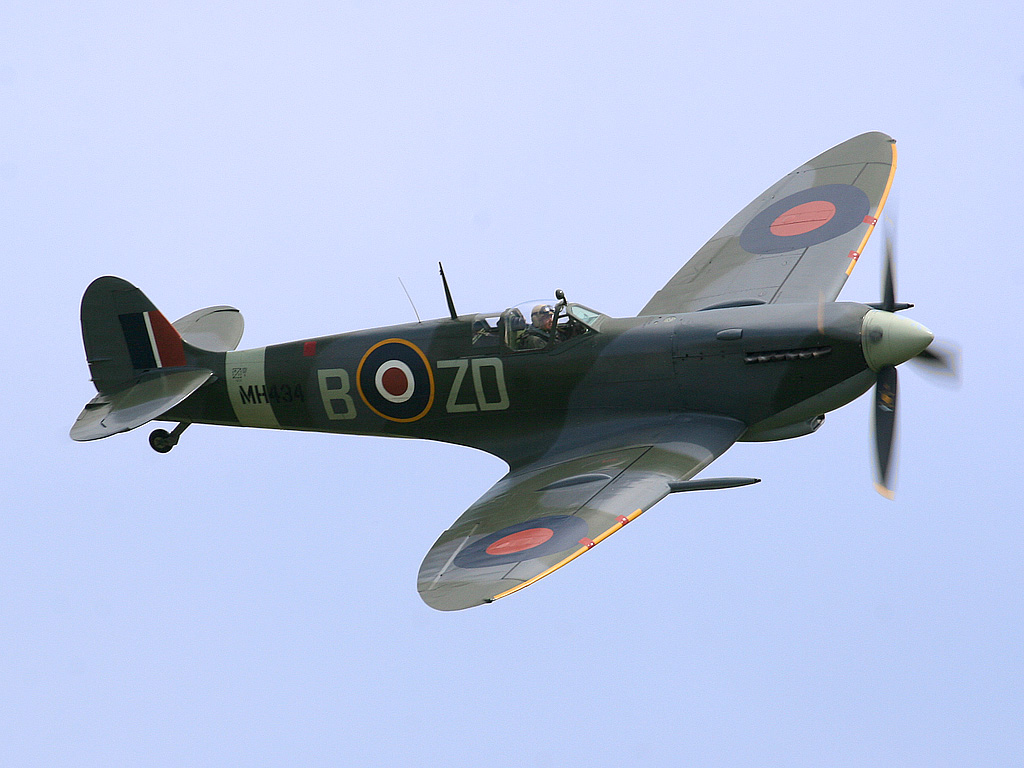
Spitfire
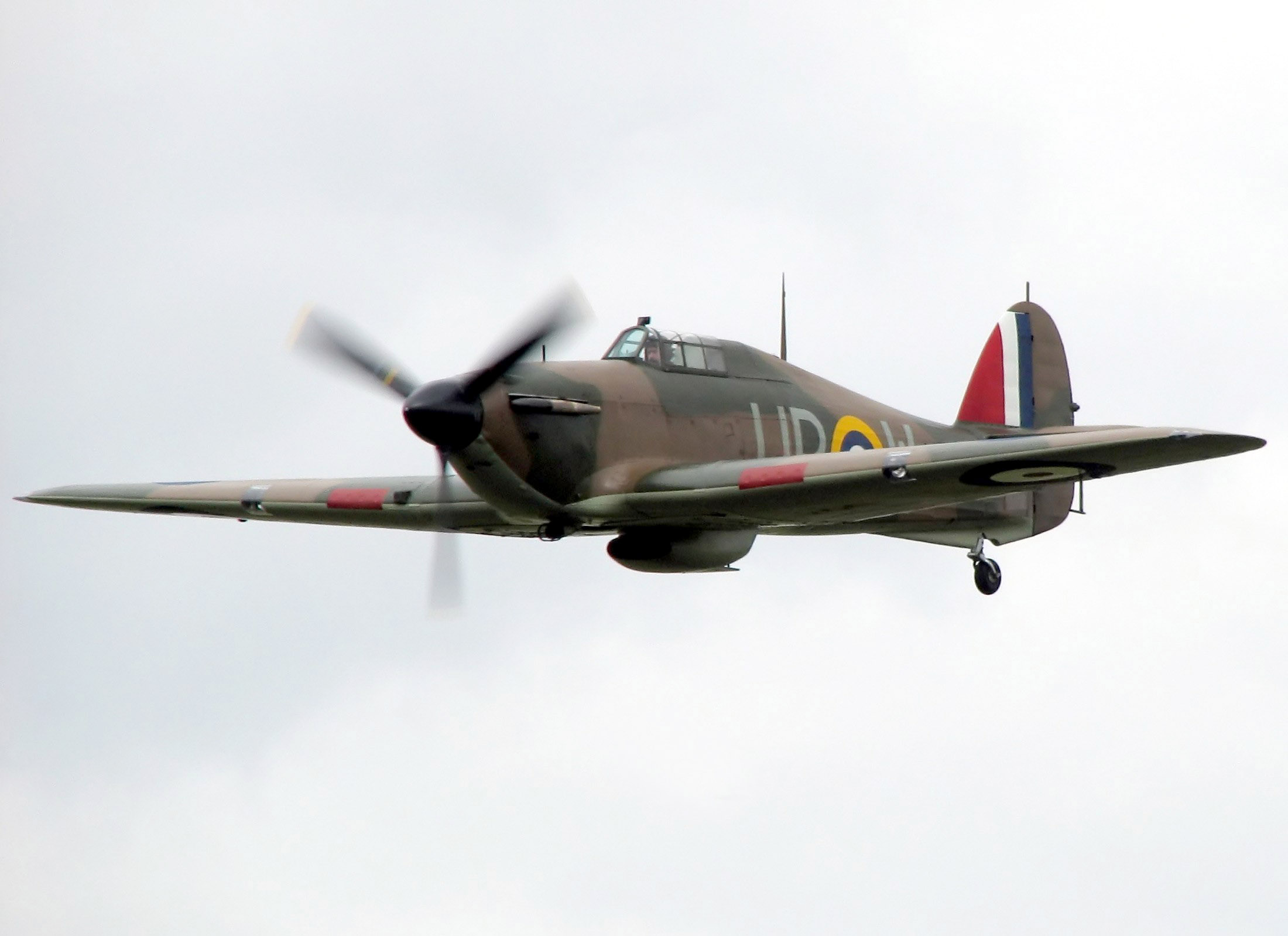
Hurricane
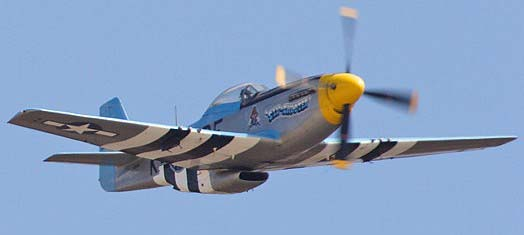
P-51 Mustang

## Pilote d'essai en vol
En 1948, il réussit le concours d'entrée à SupAéro. Il est recruté, à sa sortie en 1950, au C.E.V. et après être passé par l'École du personnel navigant d'essais et de réception où il se lie d'amitié avec André Turcat, il participe pendant quatre ans aux essais de nombreux chasseurs comme le Vampire, le Mistral, l'Ouragan, le Mystère II, ou encore le Mystère IV-A au bord duquel il est le cinquième français à passer le mur du son.

### Avions Marcel Dassault
En 1954, placé en congé du personnel navigant de l'Armée de l'air, il est détaché pour une période de cinq ans à la Générale Aéronautique Marcel Dassault (GAMD), où il assure les fonctions de chef-pilote. Il vole sur les Mystère IV, Vautour, Étendard IV, Mirage III. Le 17 juin 1958, Roland Glavany prend les commandes du prototype du bombardier supersonique Mirage IV. Les premiers vols parfaits autorisent le chef-pilote à effectuer, au cours du troisième essai, un passage au Salon du Bourget, en présence de Charles de Gaulle. Le 24 octobre 1958, il est — au cours d'un vol de 30 minutes — le premier pilote à faire franchir Mach 2 à un appareil européen, le Mirage III A 01, précédant de deux jours André Turcat qui atteindra la même vitesse à bord du Nord 1500 Griffon.
Les années passées chez Dassault ont été « les plus belles et les plus riches de sa vie de pilote. Il a côtoyé les géants de l'après-guerre : Roger Carpentier, André Turcat, Jean Sarrail et Jacqueline Auriol qui deviendra l'amie de la famille ».

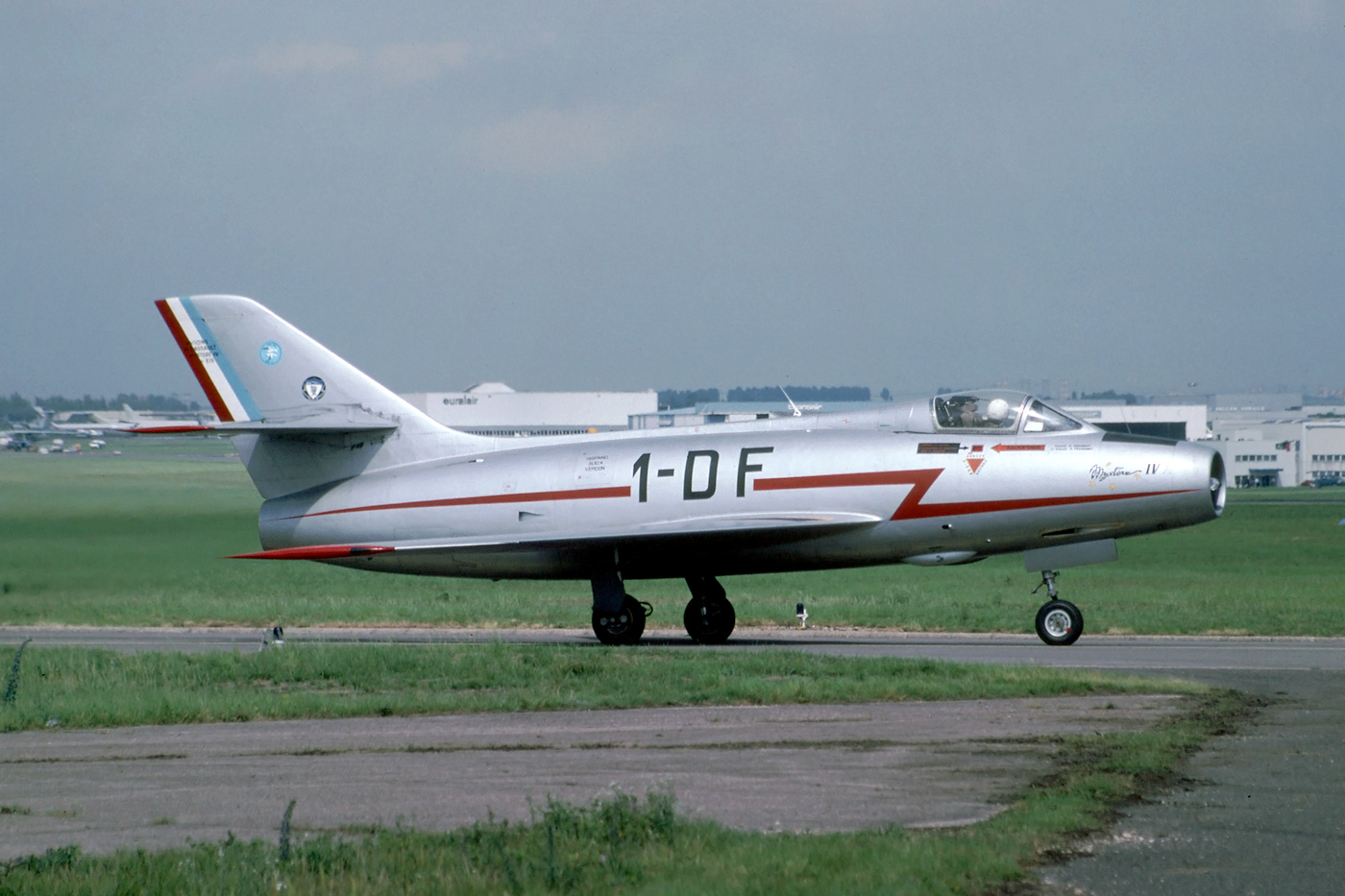
Mystère IV
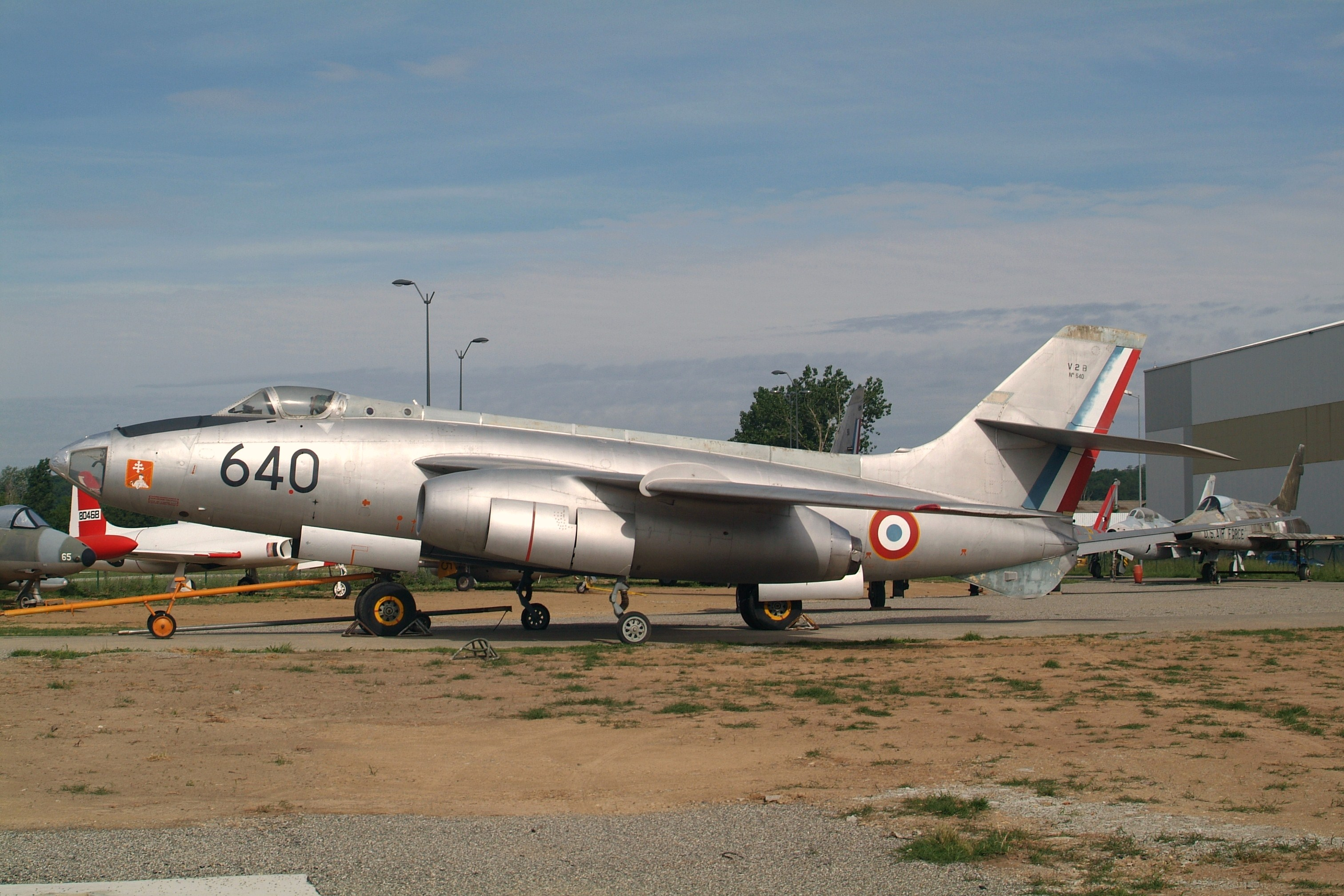
Vautour
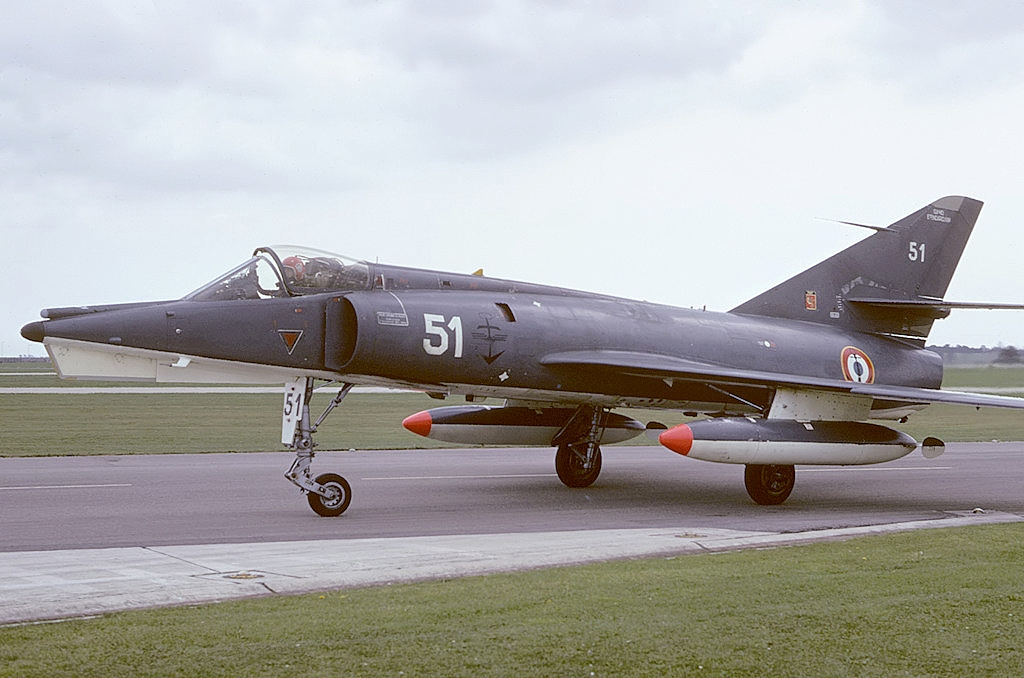
Etendard IV
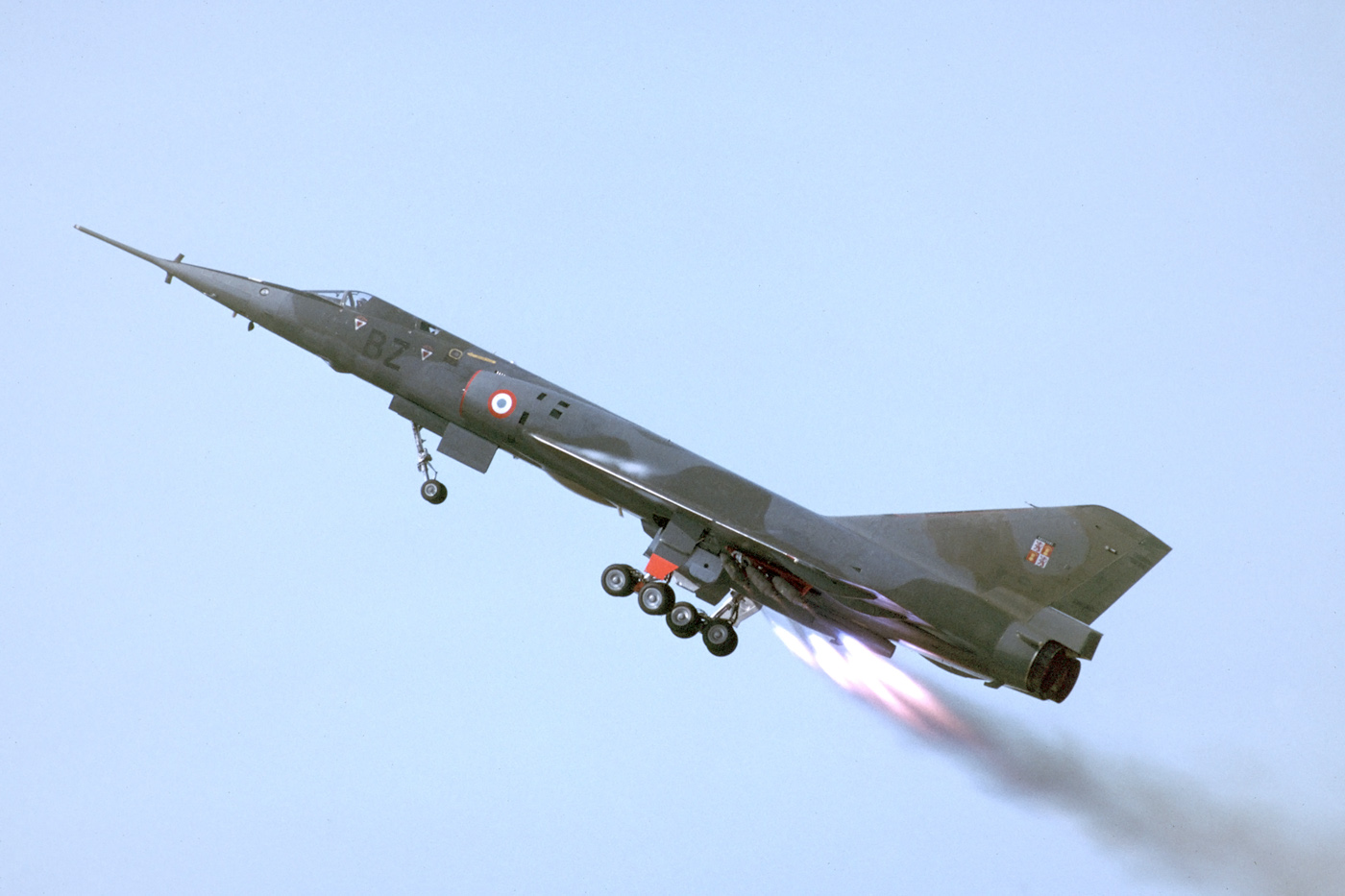
Mirage IV

### Retour dans l'Armée de l'air
En 1959, il reprend l'uniforme et réintègre l'armée. Il est affecté à la 10e division parachutiste en Algérie française où il assure la liaison entre les troupes au sol et les moyens aériens durant la guerre d'Algérie. Il dispose pour cette mission d'hélicoptères Alouette II — utilisée en PC volant — et Sikorsky H-34. « Officier croyant à la mission de son pays, il s'interroge néanmoins sur cet ennemi incertain aux côtés duquel il s'est sans doute battu 16 ans plus tôt ». Il fait la connaissance de Valérie André, future première générale de l'armée française, qui devient une grande amie.
Fin 1960, il revient en France avec deux autres citations à l'Ordre de la nation. Intégré à l'état-major, il est affecté au Bureau des programmes de matériels (BPM), assiste au déploiement du Mirage IV dans les Forces aériennes stratégiques, et collabore à la définition du projet franco-britannique SEPECAT Jaguar. Il commande ensuite les bases militaires d'Istres et de Mont-de-Marsan (Centre d'expériences aériennes militaires). En 1975, il dirige l'ensemble des écoles de l'Armée de l'air, « passant des jours et des nuits à "dépoussiérer" et à ajouter de nouveaux chapitres aux cours d'aérodynamique et de mécanique du vol ».

## Départ à la retraite
Peu avant son départ, Roland Glavany veut réaliser un souhait inassouvi : sauter en parachute. En septembre 1977, à 55 ans, il saute d’un avion Broussard avec les commandos de l’air. Il se blesse une cheville devant le chef d’état-major de l’armée de l’air venu le voir. Qui lui déclare : « Je t’avais bien prévenu que tu jouais au con.» Vive les cons de cette espèce ! »
En avril 1978, il quitte l'armée avec le grade de général de corps d'armée (quatre étoiles). Son carnet de vol totalise environ 5 000 heures de vol effectuées majoritairement en qualité de pilote d'essai.
De 1978 à 1984, il préside l'Office français d'exportation de matériel aéronautique (Ofema).
Il « consacre les trente dernières années de sa vie à ses proches au sein d'une famille "élargie" ».
Il est président d'honneur du Souvenir français et de l'association Les Ailes Brisées,.
Il meurt le 16 janvier 2017, une semaine après son épouse Monique. Il est inhumé au cimetière d'Issy-les-Moulineaux.

## Famille
Roland Glavany est le fils d'Andrée Robinet (1896-1979) et de Gaspard Glavany (1894-1956). Monique Barret 1923-2017) épouse Roland Glavany et le couple a quatre enfants (trois garçons, et une fille), l'un des enfants, Jean, est ministre de l’Agriculture dans le gouvernement Lionel Jospin, de 1998 à 2002 et l'un de leurs petits enfants, Mathieu, rugbyman professionnel au Stade Français Paris et au Racing 92.

## Distinctions
- Grand-croix de la Légion d'honneur, en 1985[15]
  -  Grand officier de la Légion d'honneur, en 1978[15]
  -  Commandeur de la Légion d'honneur
  -  Officier de la Légion d'honneur
  -  Chevalier de la Légion d'honneur
- Croix de guerre 1939–1945
- Croix de la Valeur militaire
- Médaille de l'Aéronautique

## Hommages
- La promotion 2016 de l'École de l'air le choisit comme parrain de promotion lors de son baptême le 7 juillet 2017[16].
- Le 23 mars 2018, André Santini, maire d'Issy-les-Moulineaux, a inauguré une plaque commémorative au général Glavany et à son épouse Monique, au 2 rue Claude Matrat où ils vivaient. La cérémonie s'est déroulée en présence de leurs fils Michel et Jean Glavany, et de nombreuses personnalités et amis, dont la médecin général Valérie André, les généraux Michel Forget et Toulze, ainsi qu'un détachement de la promotion 2016 de l'École de l'air dont il est le parrain[17].
- La promotion 2019-2020 de l'EPNER l'a choisi comme parrain de promotion[réf. nécessaire].

## Ouvrages
- Du bataillon de choc au Mirage, Villiers-sur-Mer, Éditions Pierre de Taillac, 2013, 256 p. (ISBN 978-2-36445-023-3), en collaboration avec Bernard Bombeau
- Discours aux obsèques du général Jacques Collombet le 12 octobre 1989 , publié dans la revue Les Ailes brisées
- « La vie de Jean Dagnaux : 28 Novembre 1891 - 18 Mai 1940 », Icare, no 132,‎ janvier 1990, p. 19-69